# Carrefour des Cascades
Le carrefour des Cascades est une voie située dans le 16e arrondissement de Paris, en France.

## Situation et accès
La voie se trouve dans le bois de Boulogne, entre le lac Supérieur et le lac Inférieur.

## Historique
À ce niveau, côté lac Supérieur, est installé le cirque des Folies Gruss, où vécut Alexis Grüss.